# Stefanie Kremser
Stefanie Kremser (Düsseldorf, 6 de diciembre de 1967) es una novelista y guionista alemana.

## Biografía
Nacida en Düsseldorf, de familia alemana y boliviana, creció en São Paulo (Brasil) y a los veinte años se trasladó a Múnich para estudiar cine documental. Desde 2013 reside en Barcelona. Es autora de varios guiones de ficción y de no ficción para cine y televisión, así como de tres novelas. Su obra, injertada de esta biografía itinerante, tiene como temas recurrentes la búsqueda de la identidad en entornos multiculturales y multilingües. Educada en varias lenguas, escogió el alemán como lengua literaria y ha escrito tres novelas traducidas al español: Postkarte aus Copacabana (Postal de Copacabana), Die toten Gassen von Barcelona (Calle de los olvidados) y Der Tag, an dem ich fliegen lernte (El día en que aprendí a volar). En el ámbito del audiovisual, ha escrito varios guiones, algunos de ellos para la conocida serie policíaca alemana Tatort, y, recientemente, ha escrito el guion del documental Construindo Pontes (Brasil, 2018), centrado en la difícil relación entre una cineasta de izquierdas y lesbiana y su padre, un ingeniero jubilado que añora la dictadura militar.